# Germania ai XX Giochi olimpici invernali
La Germania partecipò ai XX Giochi olimpici invernali, svoltisi a Torino, Italia, dall'11 al 19 febbraio 2006, con una delegazione di 155 atleti impegnati in quindici discipline.